# 희 (시호)
희(僖, 釐)는 시호에 쓰이는 글자다. 중시에 속하며, 《일주서》 〈시법해〉에는 유벌이환(有伐而還), 질연수간(質淵受諫), 소심외기(小心畏忌)를 일컫는다고 했다. 시호에서 僖와 釐는 같은 뜻으로 쓰이며, 따라서 釐는 대표음 '리'가 아닌 '희'가 옳은 발음이다.

## 희황제
- 탁발개 (추존)

## 희왕
- 발해 희왕
- 주 희왕
- 한 희왕

## 희공
- 기 희공
- 노 희공
- 송 희공
- 연 희공
- 정 희공
- 제 희공
- 조 희공
- 진 희공

## 희후
- 연 희후
- 위 희후
- 진 희후
- 채 희후
- 한 희후

## 희백
- 장희백 구